# Les Salles

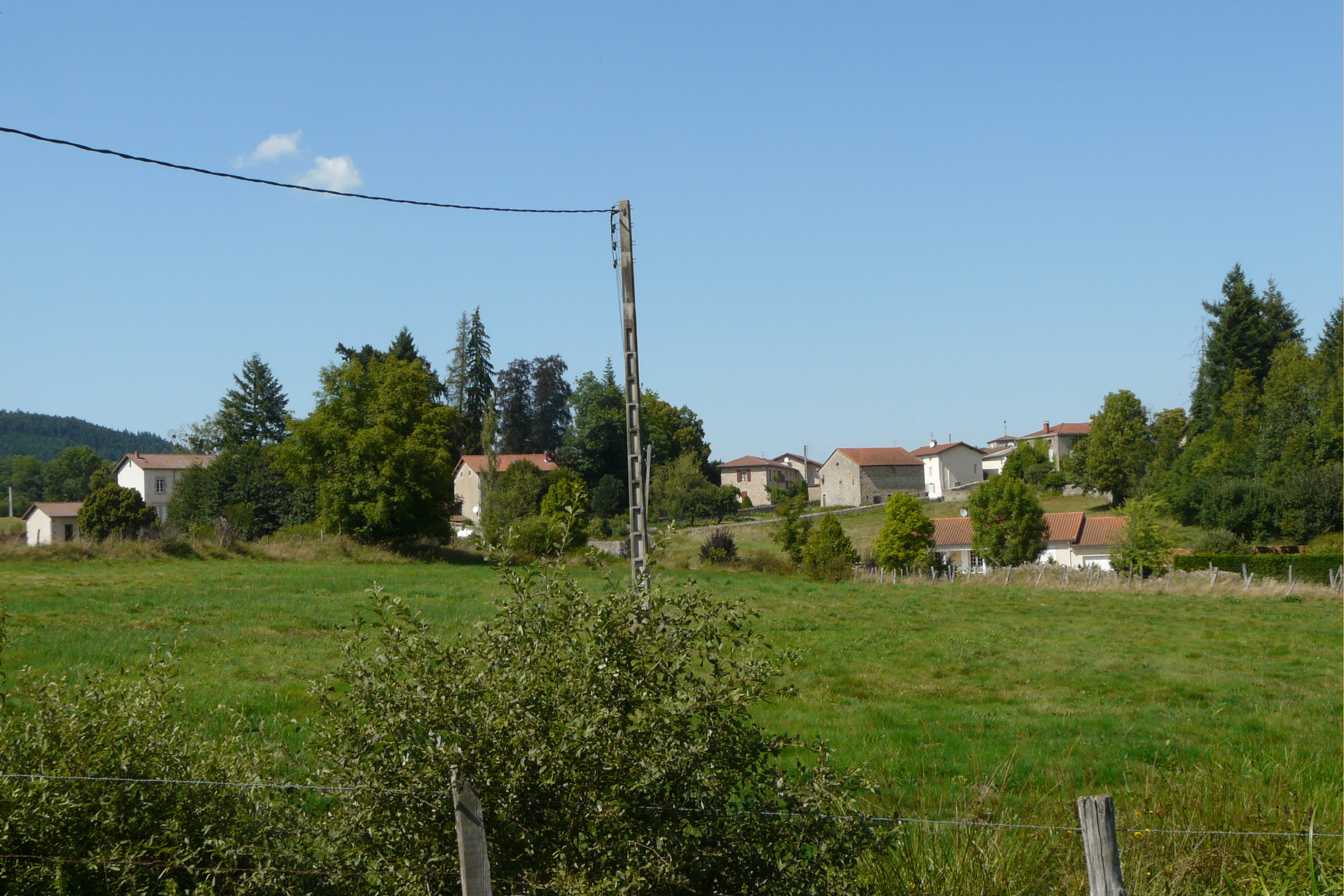

Les Salles là một xã trong tỉnh Loire miền trung nước Pháp.